# گردشیلان
گردشیلان، روستایی از توابع بخش خلیفان شهرستان مهاباد در استان آذربایجان غربی ایران است.

## جمعیت
این روستا در دهستان کانی‌بازار قرار دارد و براساس سرشماری مرکز آمار ایران در سال ۱۳۸۵، جمعیت آن ۲۱۰ نفر (۳۳ خانوار) بوده‌است.